# شن (نمایش)
شن نمایشی است به نویسندگی و کارگردانی کتایون حسین‌زاده که در اردیبهشت و خرداد ۱۳۹۰ در سالن سایه مجموعه تئاتر شهر به روی صحنه رفته است. الهام پاوه‌نژاد و پریزاد سیف بازیگران این نمایش بودند و طراحی صحنه آن بر عهده ناصح کامگاری بود.
در اتاقی پر از شن، دو زن نشسته‌اند و یکی مدام بافتنی می‌بافد و می‌شکافد، و دیگری گاه مشغول مراقبه است و همیشه منتظر زنگ تلفنی که هیچگاه زنگ نمی‌زند. آن‌ها دنیا را ترک کرده و در اتاق خود، کنج تنهایی گزیده‌اند. اتاق هر روز بیشتر در شن‌های ساحل دریا پایین می‌رود و هر روز دانه‌های شن بیشتری از درزها وارد اتاق شده و همه چیز را در خود مدفون می‌کند.

## نقد نمایش
میان دو دیوار ایستاده‌ام

یک سو صخره‌های عظیم ناشناختهٔ جهان دیگرم

و دیگر سو سد سخت گذشتهٔ این جهانم

می‌خواهم زندگی کنم، اما نه به صخره نزدیکم و نه فراتر از سد را می‌بینم

من در میانه مانده‌ام

روحم تشنهٔ شادی است و تنم خستهٔ راه‌های رفته

کاش بال‌هایی بود تا مرا به فراز گذشته‌ها و آینده‌ها پرواز می‌داد

من مانده‌ام

اما می‌دانم که در آن بالا آسمانی هست و آفتابی و دلهایی که هنوز از عشق لبریزند!— از بروشور نمایش، در یادداشت کارگردان
بهزاد صدیقی، منتقد تئاتر، این نمایش را جهان‌شمول می‌داند که مفاهیم مطرح شده در آن می‌تواند دغدغه هر انسانی در هر زمان و مکان باشد. او تصویرسازی این نمایش را از ویژگی‌های مثبت و بدیع آن می‌داند. صدیقی معتقد است فضاسازی نمایش شن بسیار خلاقانه است و در تئاتر ایران بسیار بدیع بوده‌است. او همچنین نوع دیالوگ‌نویسی و موقعیتی که شخصیت‌های نمایش را گرفتار کرده‌است مورد توجه دانسته و این نمایش‌نامه را مدرن می‌داند که در نوع دیالوگ‌نویسی و شخصیت‌پردازی محدود نمی‌شود بلکه مفاهیم هم مد نظر نویسنده بوده‌است.
مصطفی محمودی منتقد تئاتر، این نمایش را یک موقعیت فراواقع‌گرایانه و اعتراض به دنیای کنونی دانسته و معتقد است «در این نمایش با تضادی رو به رو هستیم که تضادی مثبت است. با اینکه زندگی، زندگی یکنواختی است اما زمان عامل مهمی است که مدام به آن تأکید می‌شود.» کتایون حسین‌زاده کارگردان این نمایش دربارهٔ مفهوم «زمان» توضیح می‌دهد «زمان از نظر من مسئله پیچیده‌ای است چرا که ما همیشه با دو زمان ایستاده و درجریان روبه‌رو هستیم. پس کدام از ما مطمئن هستیم در کدام زمان ایستاده‌ایم؟ بنابراین مسئله زمان به دلیل پیچیدگی‌هایی که دارد برای من در این نمایشنامه جذابیت‌هایی داشت که سعی کردم در نگارش نمایشنامه به آن توجه کنم.»
مهدی نصیری، منتقد تئاتر، این نمایش را «نبرد برای فراموشی» نامیده و می‌نویسد «زندگی با حرکت (در وجه بیرونی) و باور و معنا (در وجه درونی) تعریف پیدا می‌کند. ایمان به معنا داشتن زندگی و «انتخاب» و «تشخیص» مسیر حرکت و «تحمل» هراس‌ها و دشواری‌ها، مهم‌ترین مؤلفه‌هایی هستند که زندگی بشر و تمایل به ادامه دادن آن را باعث می‌شوند و درست در نقطه مقابل، فرار از دشواری‌ها و هراس‌ها و فاصله گرفتن از معنا، مانع تحرک و پویایی می‌شود و انسان را از باور و معرفت زندگی دور می‌کند.» نصیری شن را نماد جهان و حتی عالم ماده دانسته و می‌گوید «دو نوع تعبیر و تفسیر را می‌توان از ژرف‌ساخت اثر نتیجه گرفت. نخست آنکه؛ «شن» بیهودگی و سکون را مورد انتقاد قرار می‌دهد و در نهایت قصد دارد تا نوعی معرفت خداشناسانه را نتیجه‌گیری کند. دوم اینکه: به واسطه مورد انتقاد قرار دادن مظاهر پست زندگی در گستره اجتماعی آن (خیانت، دلتنگی، عشق، حرص، پول و ...) اصلاً رویکردی اجتماعی دارد و از این منظر به شورش و اعتراض قهرمانانش علیه جهان می‌پردازد.» نصیری تلاش کارگردان برای به چالش کشیدن این مفاهیم را موفق ارزیابی کرده و بر طرح مفهوم زمان، شخصیت پردازی، زبان اثر، و بازی بازیگران به عنوان عوامل موفق نمایش تأکید می‌کند ولی صحنه‌پردازی را قابل بهبود می‌داند.
کتایون حسین‌زاده نویسنده و کارگردان این نمایش می‌گوید سه سال به نمایشنامه شن فکر کرده است. ایده اولیه این اثر هنگامی که مشغول تماشای یک مستند بود ایجاد شد، با دیدن دانه قندی که روی شن رها شده بود و اگر نیرویی به آن وارد نمی‌شد به مرور در زیر شن‌های ساحل فرومی‌رفت. حسین‌زاده با یادآوری اینکه هر یک از مخاطبان نمایش می‌توانند برداشت شخصی خود را از اثر داشته باشند، دربارهٔ دیدگاه‌های خود می‌گوید «در این نمایش سعی کردم دو آدمی را تصویر کنم که زندگی را با تمام سختی‌های خود رها کردند و خود را در زیر شن‌های دریا دفن کردند و در این شرایط است که انسان می‌فهمد که هنوز خدا وجود دارد. انسانی که اعتراض به جایی می‌کند که در آن فرورفته است، جایی که آدم‌های دنیا ممکن است با تصویر غلط انتخاب کنند و راه برگشتی هم برای آنها وجود ندارد. از سویی دیگر من در اغلب نوشته‌هایم سعی کردم این مفاهیم را دنبال کنم. راه این دو نفر راهی از سر ضعف بود که به نظر من راه غلطی بود که منجر به فرورفتن آنها در شن شد. راهی که برگشت‌پذیر نیست.» حسین‌زاده در گفتگویی می‌گوید همه چیز در صحنه رنگ خاکستری دارد زیرا زندگی‌ای بوده که الان نیست، درست همانند شخصیت‌ها. این دو نفر در زمانی نامعلوم، شاید صدها سال پیش، خودکشی کرده‌اند و روحشان از بدشان جدا شده‌است ولی مشکل اینجاست که جسم آن‌ها هنوز زنده است و زندگی می‌کند. به همین دلیل است که نمی‌توانند گریه کنند یا بخندند. «اینها مرتکب یک اشتباه شده‌اند و اشتباه اینها خودکشی‌شان بوده است. همان‌طور که در دیالوگ زنِ یک می‌بینیم می‌گوید ما اشتباه کردیم. ما باید مثل همه آدم‌ها می‌ماندیم و آن زندگی را هرچه که بود تحمل می‌کردیم. شاید روزی همه چیز درست می‌شد.» حسین‌زاده معتقد است تصمیم‌گیری‌های انسان در زندگی بسیار مهم است. «اینکه من کدام راه را انتخاب کنم آیا از ضعف خودم راه را انتخاب کنم یا از قدرتم؟» انتخاب از روی ضعف به خطا می‌رود و انسان را به نفرین ابدی دچار می‌کند.
حسین‌زاده دربارهٔ انتخاب شخصیت‌های زن برای نمایش می‌گوید برای وی جنسیت شخصیت‌ها مطرح نبوده‌است و چون خود نویسنده زن بود، خلق شخصیت‌های زن برای وی راحت‌تر بوده‌است. اما به راحتی می‌توان دو مرد را با اندکی تغییر در نمایشنامه (آن هم در گذشته آنها) جایگزین این دو زن کرد و نگاه زنانه‌ای وجود ندارد.

## دست‌اندرکاران
- نویسنده و کارگردان: کتایون حسین‌زاده
- بازیگران: الهام پاوه‌نژاد و پریزاد سیف
- طراح صحنه: ناصح کامگاری
- آهنگساز: عماد توحیدی
- طراح لباس: سمانه حسینی
- دستیار کارگردان، برنامه‌ریز و مدیر تولید: نورالدین حیدری ماهر
- مدیر صحنه: مهدی بوسلیک
- منشی صحنه: محمد گودرزیانی
- دستیار صحنه: پدرام خیرابی، شهاب عباسیان
- عکاس: آزیتا سمناک
- طراح نور: امیر ترحمی
- طراح چهره‌پردازی: ماریا حاجیها
- طراحی پوستر و بروشور: قباد شیوا[۴]